# William Chaney
Pour les articles homonymes, voir Chaney.
William Henry Chaney (13 janvier 1821 - 8 janvier 1903) est un astrologue américain du XIXe siècle et le père présumé de l'écrivain Jack London.

## Biographie
William Chaney est né le 13 janvier 1821 près de l'actuelle ville de Chesterville dans l'État du Maine aux États-Unis. Son père meurt alors qu'il est âgé de neuf ans, la fortune de la famille s'écroule. Il n'y a plus personne pour entretenir la ferme, alors les différents membres de la famille partent chacun dans des chemins opposés. William est donné à un fermier, mais, ne tolérant pas les traitements monstrueux de ce dernier, il s'échappe. A seize ans, il sera passé sous les ordres de sept fermiers différents. 
Il exerce de nombreux métiers puis devient astrologue. Il rencontre plus tard Flora Wellman, qui donnera naissance au célèbre écrivain américain Jack London.